# Aleksandr Bogomaz
Aleksandr Vasílievich Bogomaz (en ruso: Александр Васильевич Богомаз; Gridenki, óblast de Briansk, Unión Soviética; 23 de febrero de 1961) es un político ruso, que desde 2015 se desempeña como gobernador del óblast de Briansk (en funciones entre el 9 de septiembre de 2014 y el 27 de septiembre de 2015). Además, desde el 7 de noviembre de 2019, es secretario de la rama regional en Briansk del partido Rusia Unida.

## Biografía

### Infancia y estudios
Aleksandr Bogomaz nació el 23 de febrero de 1961, en la pequeña localidad rural de Gridenki en el raión de Starodub del óblast de Briansk. Su madre, Nadezhda Filipovna, era maestra de escuela primaria, directora de escuela y su padre se graduó en la escuela de construcción, luego en la Escuela Pedagógica Starodubsky y participó en la Gran Guerra Patria. Después del servicio militar se graduó en una escuela militar, luego en un instituto pedagógico en Novozíbkov. Trabajó como maestro de escuela, donde enseñaba ruso, literatura, dibujo, trabajo, alemán. Tiene tres hermanas mayores.
En 1983, se licenció en el Instituto Tecnológico de Briansk con un título en ingeniería mecánica y en 2008, en la Academia Agrícola Estatal de Briansk, defendió su tesis para Candidato de Ciencias Agrícolas sobre el tema «Eficiencia comparativa de las tecnologías de cultivo para varias variedades de patatas en suelos de bosques grises de la parte suroeste de la región Central de Rusia».
Comenzó su carrera, en 1977, como tornero en máquinas de programas CNC en la planta de máquinas viales de Briansk. Entre 1983 y 1998 trabajó en la granja estatal «Burnovichi» en el raión de Starodub del óblast de Briansk, inicialmente como ingeniero para posteriormente ocupar el puesto de subdirector. De 1998 a 2003, trabajó como ingeniero jefe de la empresa de distribución de gas PU Starodubraygaz de OJSC Bryanskoblgaz (una sucursal de Gazprom), y posteriormente, entre 2009 y 2012, ocupó el puesto de Jefe de la finca agrícola «Bogomaz O. A».

### Carrera política
De 2003 a 2004 fue Primer Jefe Adjunto de la Administración del distrito administrativo (raión) de Starodub del óblast de Briansk. De 2004 a 2009, fue elegido diputado de los órganos representativos del gobierno autónomo local de dicho raión en distritos uninominales. Fue elegido diputado del asentamiento rural de Melensky en el distrito electoral de mandato único n.º 1, jefe del asentamiento rural de Melensky, presidente del Consejo de Diputados del Pueblo de la aldea de Melensky, diputado del Consejo de Diputados del Pueblo del raión de Starodubs, por la circunscripción uninominal N.º 18.
El 1 de marzo de 2009, en las elecciones a diputados de la Duma por el óblast de Briansk, fue elegido en la circunscripción uninominal N.º 28 (Starodub), obteniendo el 63,1 % de los votos.
Entre julio y agosto de 2011, en previsión de las elecciones a la Duma estatal en el óblast de Briansk, así como en otras regiones del país, el partido Rusia Unida y el Frente Popular Panruso realizaron primarias para seleccionar candidatos para su inclusión en la reserva de personal del partido a los efectos de las nominaciones de los candidatos a diputados de la Duma Estatal. Alexander Bogomaz y su esposa Olga participaron en estas primarias. Ambos fueron nominados por BRO «Agricultores de la región de Briansk» (AKKOR). Alexander fue nominado como presidente de la junta directiva de la compañía Potato Alliance LLC, y Olga como jefa de la granja campesina (agricultor) Bogomaz O. A. del raión de Starodub. Según los resultados de las primarias, Bogomaz ocupó el sexto lugar y Olga el undécimo.

### Diputado de la Duma Estatal
En septiembre, el partido político Rusia Unida confeccionó sus listas electorales, que incluían a Alexander Bogomaz, en el grupo regional del óblast de Briansk donde ocupaba el puesto número 3 después de los diputados de la Duma estatal Andréi Bocharov y Yekaterina Lajova.
En las elecciones a la VI convocatoria de la Duma Estatal, celebradas el 4 de diciembre de 2011, Rusia Unida obtuvo el 50,12% de los votos en el óblast de Briansk lo que le permitió enviar dos diputados a la Duma Estatal. Por lo tanto, Bogomaz no fue elegido como diputado. Sin embargo, menos de un año después, el 16 de octubre de 2012, Andréi Bocharov renunció a su puesto como diputado. El puesto vacante fue transferido a Alexander Bogomaz el 31 de octubre, al ser el siguiente en las listas.
En la Duma Estatal, trabajó como parte del comité de ciencia y alta tecnología y el comité de asuntos agrícolas. En septiembre de 2014, renunció al cargo de diputado para asumir el puesto de gobernador del óblast de Briansk. El mandato vacante fue entregado a Viktor Malashenko.

### Gobernador del óblast de Briansk

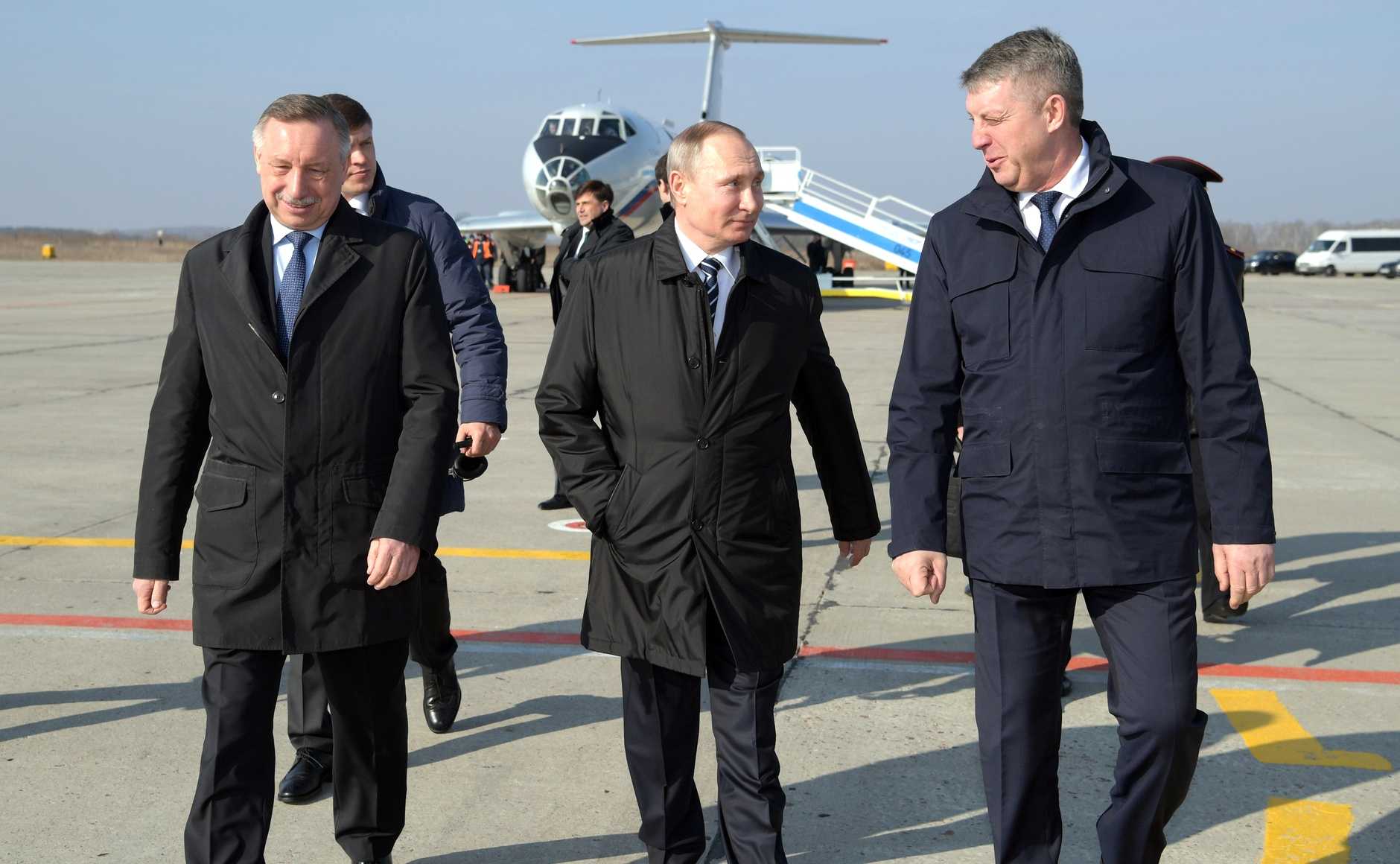
Bogomaz con Vladímir Putin y el enviado presidencial al Distrito Federal Central Alexander Beglov en Briansk en 2017

El 9 de septiembre de 2014, el presidente de Rusia, Vladímir Putin nombró a Alexander Bogomaz como gobernador interino del óblast de Briansk. El 19 de marzo de 2015, Bogomaz presentó todos los documentos necesarios para participar en las elecciones para gobernador.
El 4 de agosto, fue registrado como candidato por la Comisión Electoral del óblast de Briansk como candidato a gobernador. El 13 de septiembre de 2015, fue elegido gobernador, al obtener el 79,96 % de los votos válidos emitidos. El 28 de septiembre de 2015 asumió oficialmente el puesto. Del 2 de agosto de 2019 al 27 de enero de 2020, fue miembro del Presídium del Consejo de Estado de la Federación Rusa.

## Condecoraciones y premios
- Orden de la Amistad (2021).[16]
- Diploma de Honor del Presidente de la Federación Rusa (2018).[17]
- Medalla del Santo Reverendo y Beato Príncipe Oleg de Briansk de primera clase  (Metropolitano de Briansk de la Iglesia Ortodoxa Rusa, 2019).[18]